# Lisa-Marie Scholz
Lisa-Marie Scholz (* 19. November 1988 in Osnabrück) ist eine deutsche ehemalige Fußballspielerin.

## Karriere
Scholz begann als Fünfjährige beim TuS Glane mit dem Fußballspielen und wechselte im Sommer 2004 zum Bundesligisten FFC Heike Rheine. Für Rheine feierte sie am 5. September 2004 (1. Spieltag) im Alter von 15 Jahren bei der 2:3-Auswärtsniederlage gegen den FC Bayern München ihr Bundesligadebüt und erzielte am 24. Oktober 2004 beim 3:1-Sieg gegen den SC Freiburg mit dem Tor zum zwischenzeitlichen 1:1 ihren ersten Bundesligatreffer. Nachdem Rheine zum Ende der Saison 2006/07 aus der Bundesliga abgestiegen war, wechselte sie zum Zweitligisten FC Gütersloh 2000, für den sie in den folgenden zwei Spielzeiten insgesamt 34 Ligapartien bestritt.
Im Sommer 2009 folgte der Wechsel zum Ligakonkurrenten Werder Bremen, wo sie sich umgehend einen Stammplatz erkämpfte. Die Spielzeit 2014/15 schloss sie mit der Mannschaft auf Tabellenrang zwei ab, stieg aufgrund des Verzichts von Meister 1. FC Lübars aber in die Bundesliga auf. In der Bundesligasaison 2015/16 bestritt sie 21 von 22 Ligapartien und erzielte dabei zwei Treffer, konnte den Abstieg Werders als Tabellenvorletzter aber nicht mehr verhindern. 2017 gelang ihr mit der Mannschaft als Meister der 2. Bundesliga Nord jedoch der sofortige Wiederaufstieg in die Bundesliga.

## Erfolge
- Aufstieg in die Bundesliga 2015 und 2017 (mit Werder Bremen)